# Virpi Pahkinen
Virpi Eriika Pahkinen (16 de desembre de 1966, Jyväskylä, Finlàndia) és una és un ballarina, coreògrafa i escriptora sueco-finlandesa que viu a Estocolm.

## Carrera
Virpi Pahkinen és una de les principals coreògrafes i ballarines solistes i ha treballat en les escenes de ball de gairebé 50 països. La seva carrera també l'ha portat a llocs poc convencionals com la Biblioteca d'Alexandria i el Nobelfesten d'Estocolm. Ha creat diverses coreografies per a companyies de dansa internacionals com la polonesa Balet Poznanski, la Vietnam National Opera Ballet i la Stockholm 59° North. El seu estil de ball és diferent (poc convencional) i s'ha descrit com orgànic i djurlik.
Va crear la seva primera coreografia en solitari als 18 anys. Inicialment Pahkinen es va dedicar a estudiar piano al Conservatori de Hèlsinki però va canviar el seu camí cap a la dansa, i el 1989 es va unir a la línia coreogràfica de la Universitat de Dansa d'Estocolm. El 1999 va protagonitzar la coreografia de la pel·lícula de Hakan Bertha Atom by Atom. Des de llavors Pahkinen ha participat en diverses pel·lícules de ball com M de Mafra, Bardo 010 o Arbor och Sahara. També va interpretar el paper de la lletera d'Ingmar Bergman en últim conjunt de La sonata dels espectres.
El 2013 va fer el seu debut com a escriptora amb la novel·la autobiogràfica Ormbäraren. El mateix any estrenà la seva actuació Scarabé a la Casa de la Dansa d'Estocolm.

## Premis
- Kommunals stora kulturpris (premi municipal cultural)
- 1996 – Svenska Dagbladets operapris
- 2009 – Svenska teaterkritikers förening
- 2011 – Litteris et Artibus

## Galeria

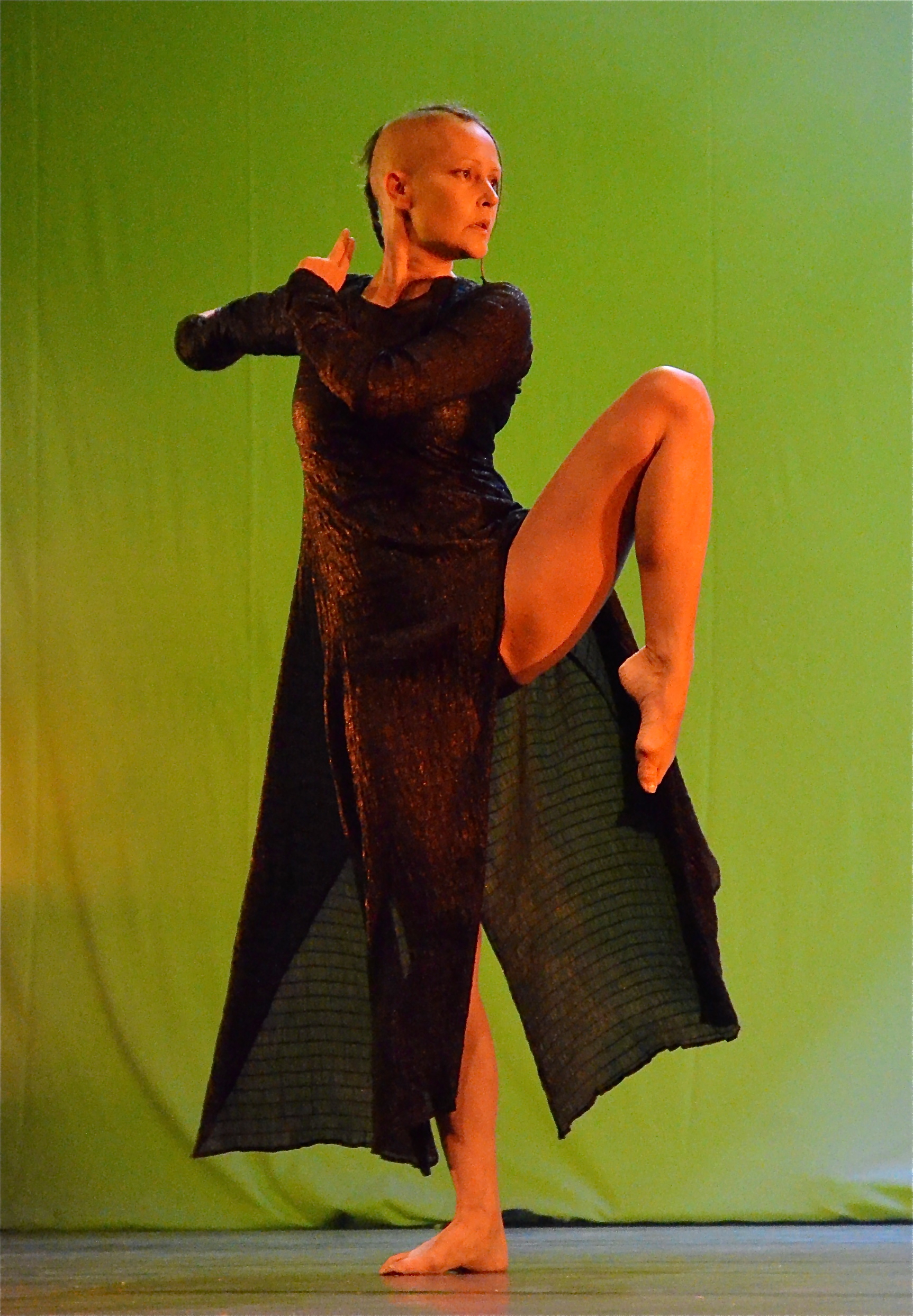
Festival de la Cultura d'Estocolm de 2011, a la plaça de Gustav Adolf d'Estocolm.
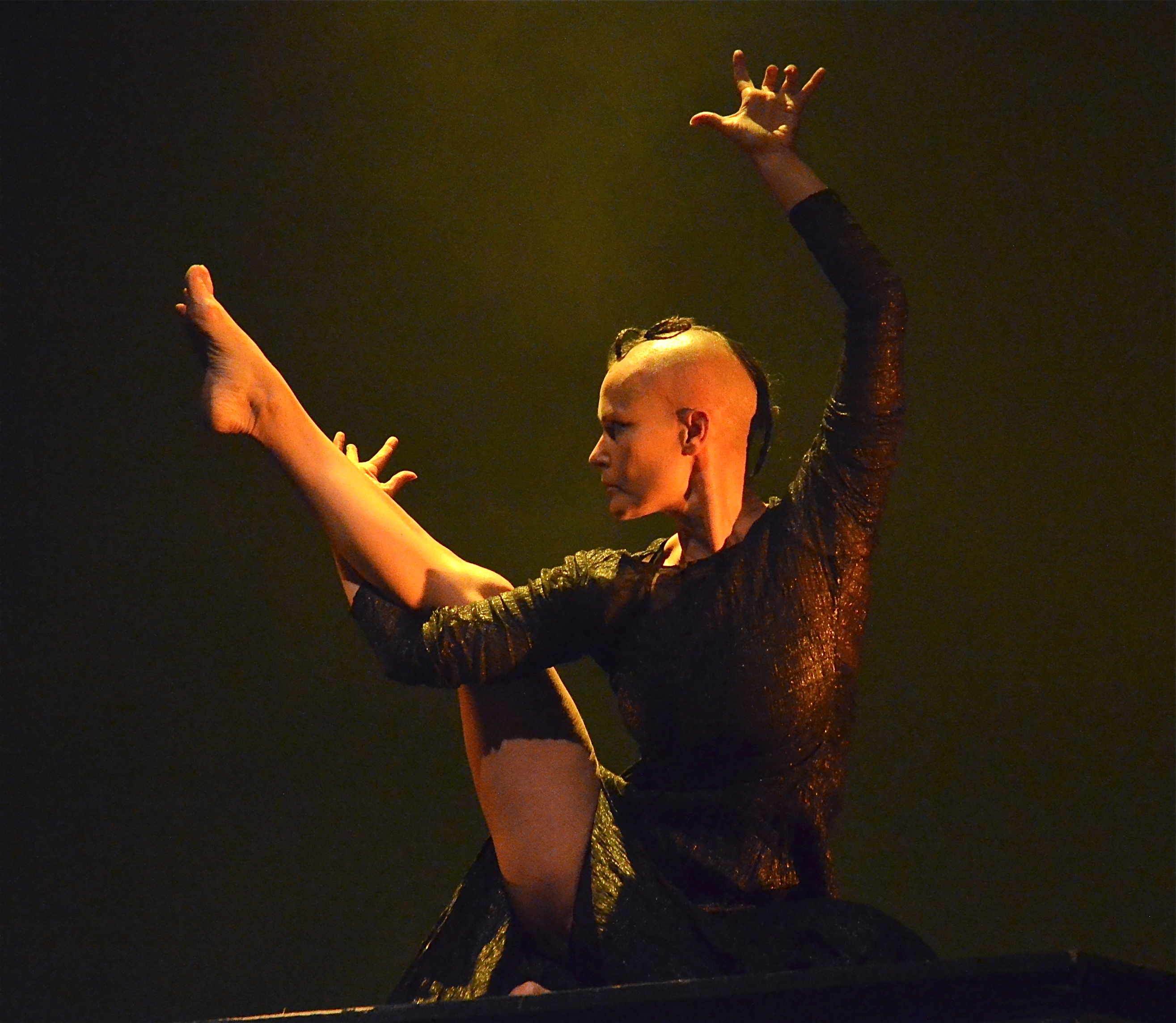
Stockholms Kulturfestival de 2011.
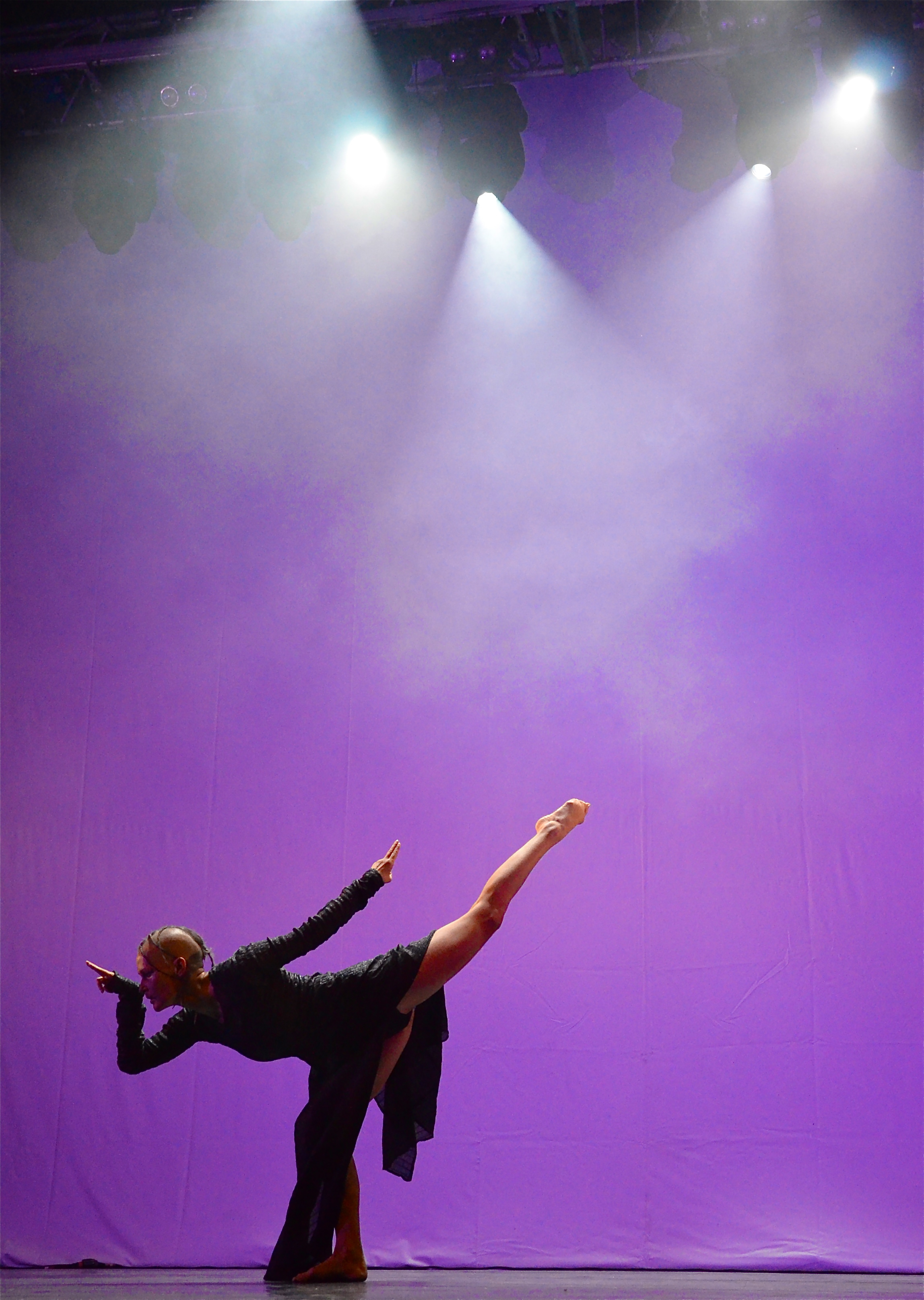
Stockholms Kulturfestival de 2011.
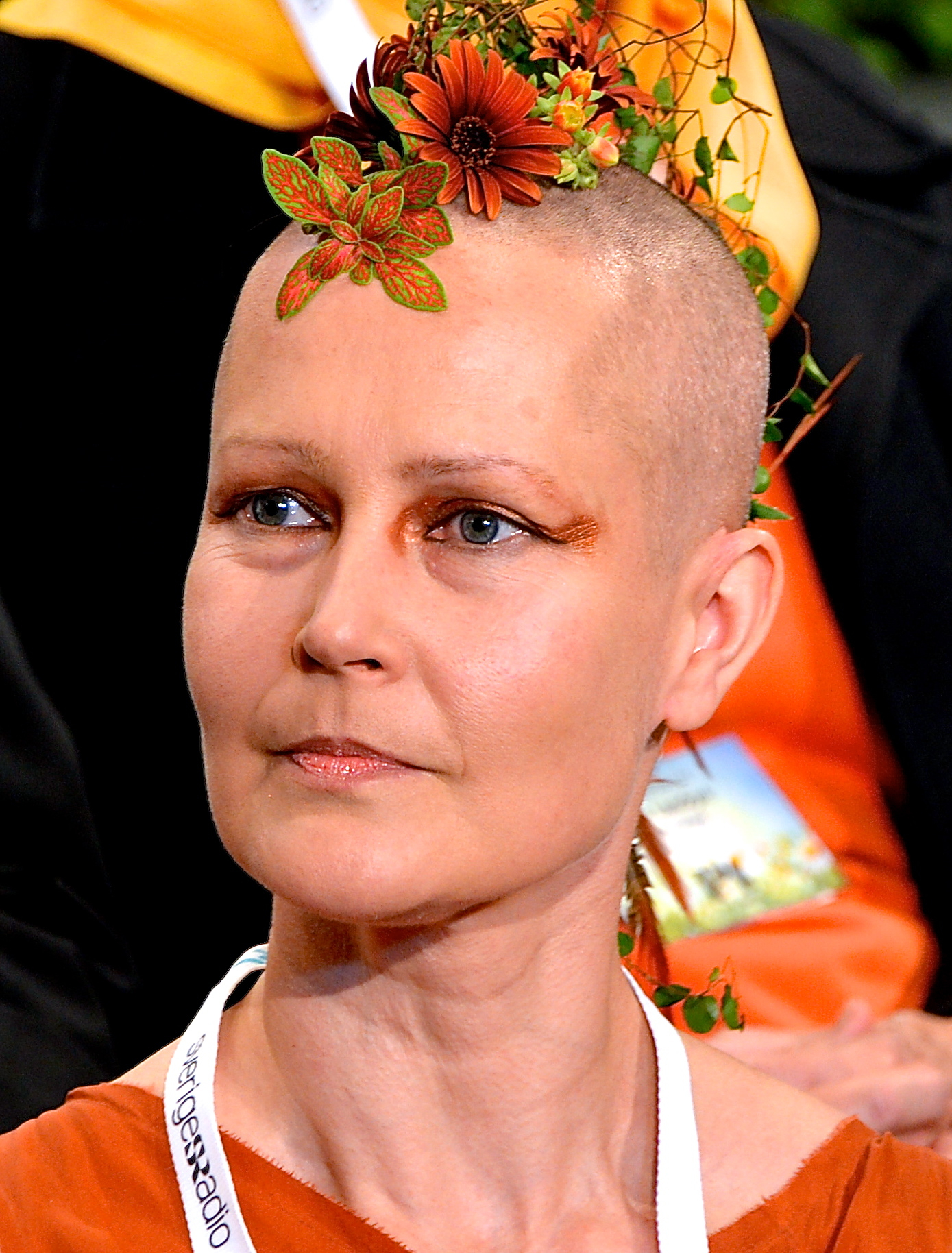
A la presentació de sommarpratarna 2013.